# NGC 6246A
NGC 6246A (другие обозначения — UGC 10584, MCG 9-27-101, ZWG 276.50, ZWG 277.7, IRAS16492+5528, PGC 59090) — галактика в созвездии Дракон.
Этот объект не входит в число перечисленных в оригинальной редакции «Нового общего каталога», и был добавлен позднее.
В галактике вспыхнула сверхновая SN 2011aj типа Ia, её пиковая видимая звездная величина составила 17,3.